# Jacques de Lichtenberg

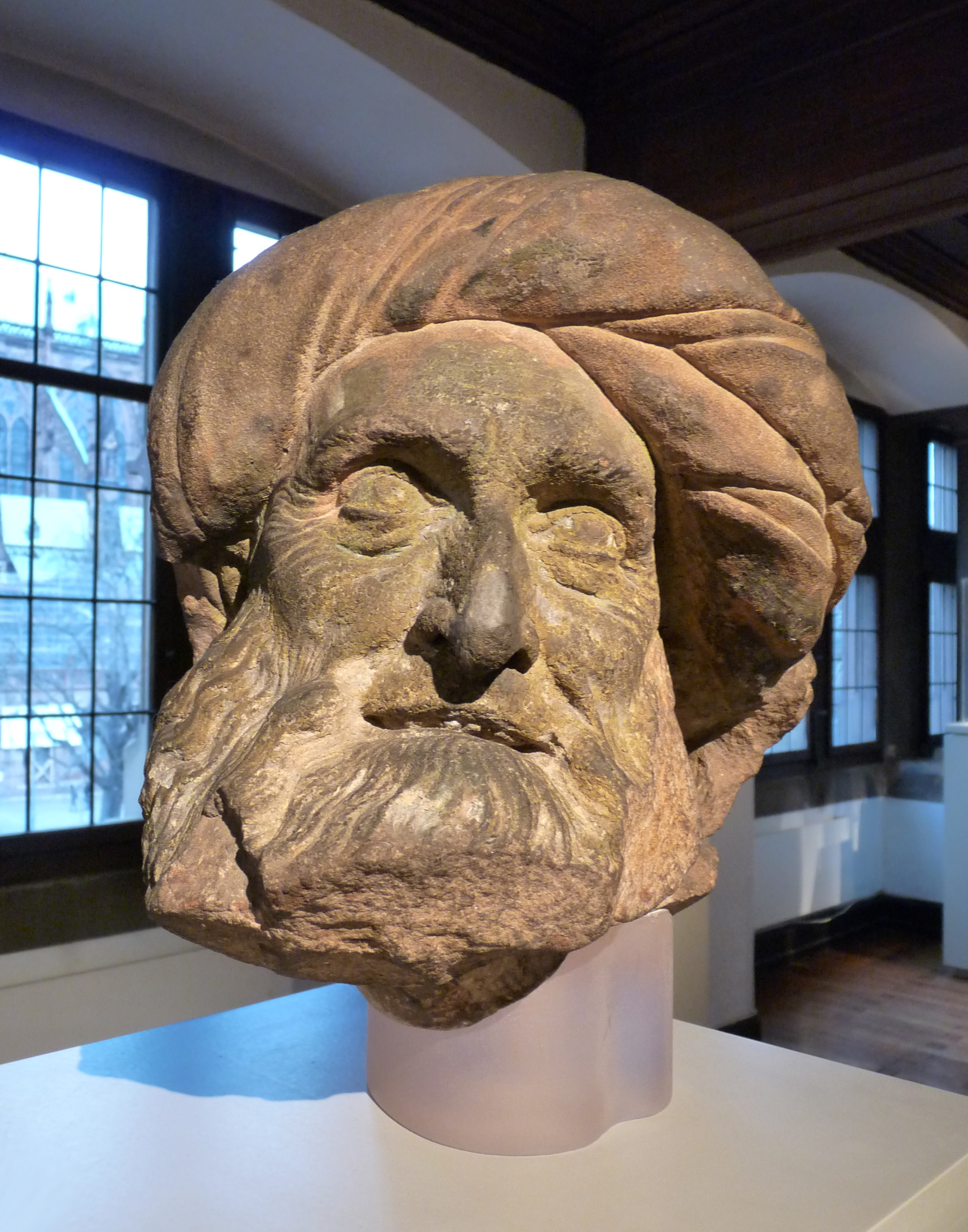
Prophète barbu – Jacques de Lichtenberg ? (Original au musée de l'Œuvre Notre-Dame de Strasbourg).

Jacques 1er de Lichtenberg est un noble alsacien né le 25 mai 1416 au château de Lichtenberg en Alsace et décédé le 5 janvier 1480 au château aujourd'hui disparu d'Ingwiller. Son surnom est Jacques le Barbu. Il fut le prévôt (ou Vogt) de la ville de Strasbourg et le dernier mâle de la maison des Lichtenberg. Son nom est resté dans les annales alsaciennes pour son mode de vie hors du commun et sa liaison amoureuse avec la belle Barbe d'Ottenheim. 

## Famille
Jacques de Lichtenberg est né en 1416. Ses parents sont Louis IV de Lichtenberg et Anna de Bade (1399-1421); une des filles du Margrave Bernard Ier de Bade. 
Jacques de Lichtenberg fut l'époux de la comtesse Walpurge de  Sarrewerden. Lorsque cette dernière décède en 1450 leur union est restée stérile. Il vécut par la suite avec Barbe d'Ottenheim et lui confia la gouvernance de sa maisonnée. Au XVe siècle, ce fait signifie qu'elle fut en partie chargée du gouvernement de la Seigneurie de Lichtenberg. Jacques eut deux enfants avec sa maîtresse mais tous les deux sont décédés dans l'âge de l'enfance. Ce concubinage dégrada les relations que Jacques entretenait avec le reste de sa famille. En particulier avec son plus jeune frère Louis V de Lichtenberg et avec les héritiers de ce dernier ; le comte Philippe I de Hanau-Lichtenberg époux de Anne de Lichtenberg, la fille aînée de Louis V et Simon IV Wecker de Deux-Ponts-Bitche époux d'Élisabeth, fille cadette de Louis V.

## Gouvernance
En 1429, après avoir perdu une guerre contre la ville de Strasbourg, Louis IV de Lichtenberg confia sa seigneurie à son fils Jacques encore mineur ; officiellement  pour cause de Gemütskrankheit (neurasthénie). Louis IV décéda en 1434. Jusqu'en 1436, Frédéric de Moers-Sarrewerden fut le tuteur des deux fils de Louis IV de Lichtenberg, Jacques et Louis V. C'est probablement durant cette période que fut organisé le mariage de Jacques avec Walpurge.
Une fois majeur, Jacques et Louis gouvernèrent ensemble la Seigneurie de Lichtenberg. Les caractères des deux frères étaient très différents. Jacques s'intéressait, dans l'esprit de la Renaissance, à l'astronomie et à l'alchimie. Louis, au contraire, était un fin tacticien et un bon meneur d'hommes. Cependant dans les situations d'urgence ils arrivaient à s'entendre. Ce fut le cas lors de la guerre qui opposa les Lichtenberg à la maison des Linange en 1450-51 dont le but était la domination politique en Basse-Alsace. Mais leurs rapports demeuraient tendus. Chacun des deux frères cherchait à dominer l'autre, se regardaient en chiens de faïence ou guerroyaient l'un contre l'autre. 

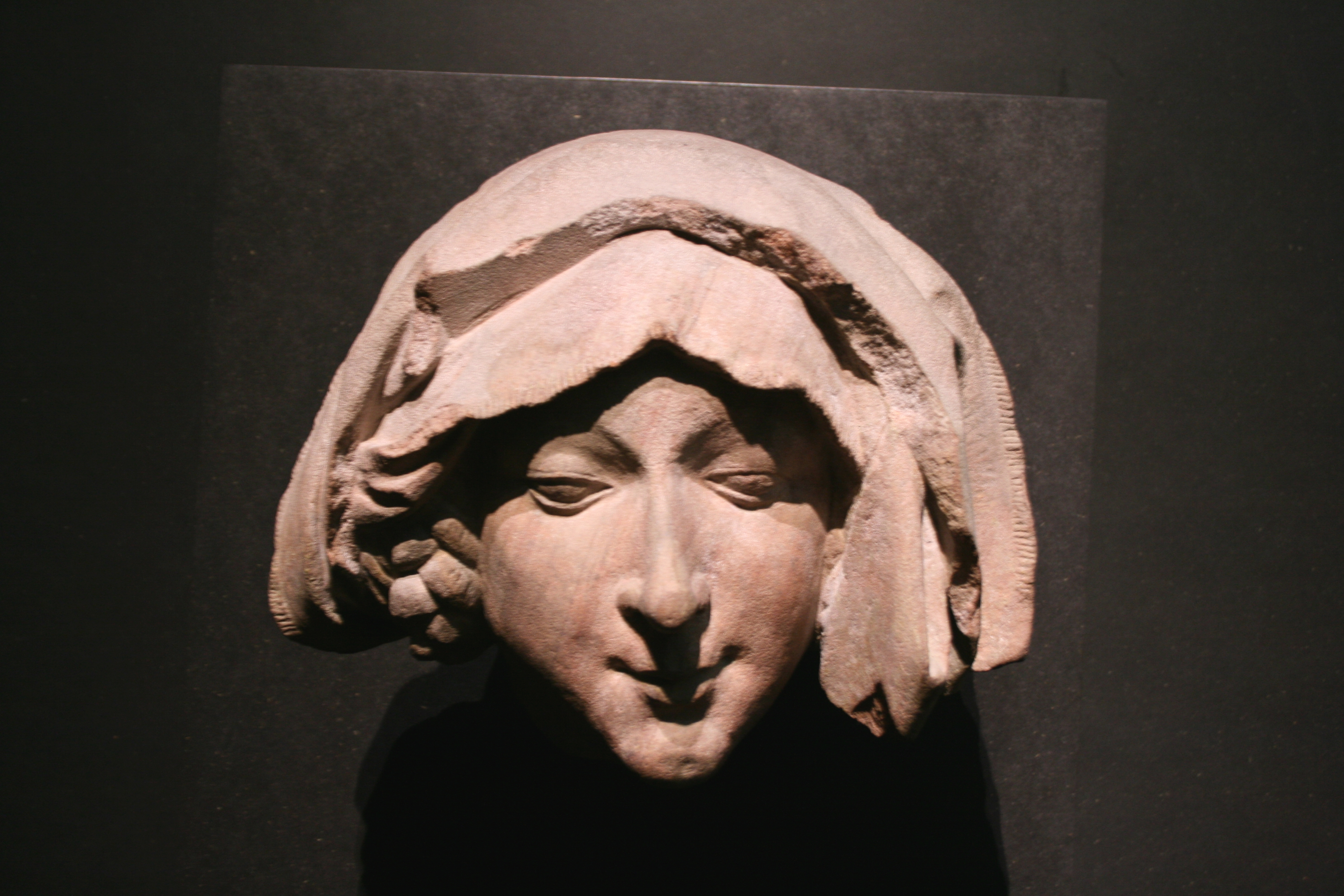
Sibylle – Barbe d'Ottenheim? (Original au Liebieghaus de Francfort sur le Main)

En 1462 se déroula la Weiberkrieg ou Guerre des Femmes de Bouxwiller. Ce soulèvement des bourgeois de Bouxwiller contre l'administration de Barbe d'Ottenheim sur la seigneurie de Lichtenberg fut attisé par Louis V. Pour arranger les choses, Jacques dut accepter l'expulsion de Barbe vers Spire. 
Pour éviter ce genre de conflit les deux frères ont pourtant pris quelques mesures : 
- En 1440, ils ont conclu un partage de leur seigneurie. Mais dans les faits, Louis conserva la haute main sur la politique de l'ensemble du territoire, tandis de Jacques poursuivait ses études.
- Jacques essaya en 1463 de placer ses terres sous la protection du roi de France Louis XI dans le but de contrer la puissance de son frère Louis. Mais cela resta sans réel effet.
- En 1466 Jacques accepta finalement de renoncer à la moitié de la seigneurie contre une pension annuelle de 1 000 Livres

Vers la fin de l'année 1470 Louis tomba malade et finalement décéda le 25 février 1471. Avant son décès, un accord fut arrangé et Jacques fut nommément placé à la tête de l'ensemble de la seigneurie. Mais dans les faits ce furent les deux gendres de Louis V qui exercèrent la gouvernance puisque Jacques n'avait pas de descendants. À la mort de Jacques, la seigneurie de Lichtenberg revint à parts égales à ses deux nièces, les filles de Louis V.

## Distinction
En 1458 Jacques de Lichtenberg fut distingué par l'empereur Frédéric III du Saint-Empire et accéda au rang de comte.

## Décès
Jacques survécut neuf années à son frère. Il décède en 1480 après un accident de chasse et son corps fut placé en l'église Saint-Jacques de Reipertswiller qu'il fit rénover à cet effet. Il voulut sans doute reposer aux côtés de sa maitresse Barbe d'Ottenheim et de ses deux enfants; donc en dehors de la crypte familiale de la chapelle castrale du château de Lichtenberg. Ses deux enfants furent en effet inhumés à Reipertswiller. Pour montrer que la dynastie des Lichtenberg s'éteignait avec lui, la pierre tombale fut ornée d'un blason brisé. Ce tombeau fut détruit lors de la Révolution française et seuls quelques fragments subsistent de nos jours.

## Postérité

### Littérature
La mort de Jacques de Lichtenberg est mentionnée par Daniel Specklin dans son ouvrage Collectaneen; er war ein gelertter herr in astronomia, auch in negromantia, er kundte vil seltzamer bossen machen, auch hin und wider faren in lüfften.

### Buste
Un célèbre buste représentant une sibylle de style Gothique tardif ou début Renaissance du sculpteur allemand Nicolas Gerhaert de Leyde fut identifié à Barbe d'Ottenheim. Son pendant représente un homme âgé et barbu, un prophète, qui fut identifié à Jacques de Lichtenberg. Ces deux sculptures comme accoudées à une fenêtre, ornaient le portail de la Chancellerie de la ville de Strasbourg. C'est Daniel Specklin en 1587 dans son ouvrage « Collectaneen » qui est à l'origine de cette fausse identification mais qui est restée telle qu'elle dans le monde de l'art. Les bustes furent détruits en 1870 dans l'incendie de la bibliothèque de Strasbourg, lieu où ils étaient exposés à l'époque. De ces originaux, il ne reste plus que les têtes. Cependant, il existe encore des moulages en plâtre réalisés avant 1870. Ils sont en la possession de différents musées dont celui de Bouxwiller. 

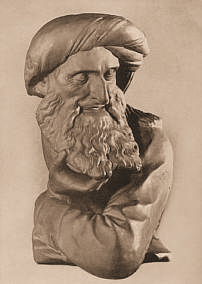
Prophète barbu (moulage en plâtre).

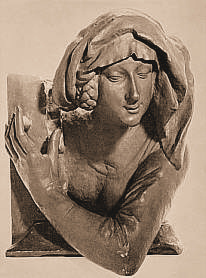
Sibylle (moulage en plâtre).

Ces anciens bustes ont une histoire mouvementée. Après la destruction de la Chancellerie par un incendie, ils furent à partir de la Révolution française exposés à la Bibliothèque municipale de Strasbourg. Ce lieu, bombardé durant le siège de la ville en 1870, fut réduit en cendres. Les bustes furent alors considérés comme perdus. En 1915, la tête du Prophète réapparait en Hesse dans la collection de la Société d'Histoire de Hanau (en allemand Hanauer Geschichtsverein). Jusqu'à cette date, on prenait cette tête en piteux état pour un satyre de l'Antiquité. Cette tête fut sans doute apportée à Hanau par un soldat allemand qui connaissait les liens de famille existant entre les seigneurs de Lichtenberg avec les comtes de Hanau. La Société d'Histoire de Hanau rendit la tête au musée de Strasbourg où elle est toujours exposée au Musée de l'Œuvre Notre-Dame). Vingt ans plus tard, la tête de la Sibylle fut redécouverte dans le Palatinat puis achetée par le Musée d'Art de la ville de Francfort-sur-le-Main.